# Kastrup Kirke (Tårnby Kommune)
 For alternative betydninger, se Kastrup Kirke. (Se også artikler, som begynder med Kastrup Kirke)
Kastrup Kirke ligger på Kastruplundgade 3 i Kastrup på Amager.

## Historie
Kirkens arkitekt var Philip Smidth og bygningen er opført 1883-1884. Kirken blev bygget om i 1971-1972.

## Eksterne kilder og henvisninger
- Kastrup Kirke hos denstoredanske.dk
- Kastrup Kirke hos KortTilKirken.dk